# 唐庄乡 (社旗县)
唐庄乡，是中华人民共和国河南省南阳市社旗县下辖的一个乡镇级行政单位。

## 行政区划
唐庄乡下辖以下地区：
唐庄村、尚庄村、郭楼村、东田村、李湾村、沙河村、大王庄村、冀岗村、马庄村、岗里村、苗庄村、圈里村、官营村、肖庄村、漫流寨村、辛庄村、前庄村和小王庄村。